# Brothers Home
La Brothers Home (형제복지원?, Hyungje BokjiwonMR) era un campo di internamento (ufficialmente una struttura assistenziale) situato a Busan, in Corea del Sud, durante gli anni '70 e '80. Durante il periodo di purificazione sociale il campo fu teatro di alcune delle peggiori violazioni dei diritti umani in Corea del Sud ed è stato soprannominato " l'Auschwitz della Corea" da vari organi di informazione coreani.